# Alcolapia grahami
Alcolapia grahami är en fiskart som först beskrevs av George Albert Boulenger 1912.  Alcolapia grahami ingår i släktet Alcolapia och familjen Cichlidae. IUCN kategoriserar arten globalt som sårbar. Inga underarter finns listade i Catalogue of Life.